# فيليم مارينوس دودوك
فيليم مارينوس دودوك (بالهولندية: Willem Dudok)‏ (6 يوليو 1884 – 6 أبريل 1974)  كان مهندساً معمارياً هولندياً حداثياً. ولد بأمستردام. وأصبح معماري مدينة هيلفرسوم في عام 1928 حيث كان أشهر أبنيته هيلفرسوم تاون هول، الذي أنجز في عام 1931. فلم يصمم المبنى فقط، ولكن أيضا المناطق الداخلية بما في ذلك السجاد، والأثاث، وحتى مطرقة اجتماع رئيس البلدية. كما صمم وبنى حوالي 75 منزل ومبنى عام وأحياء سكنية كاملة.

## معرض صور

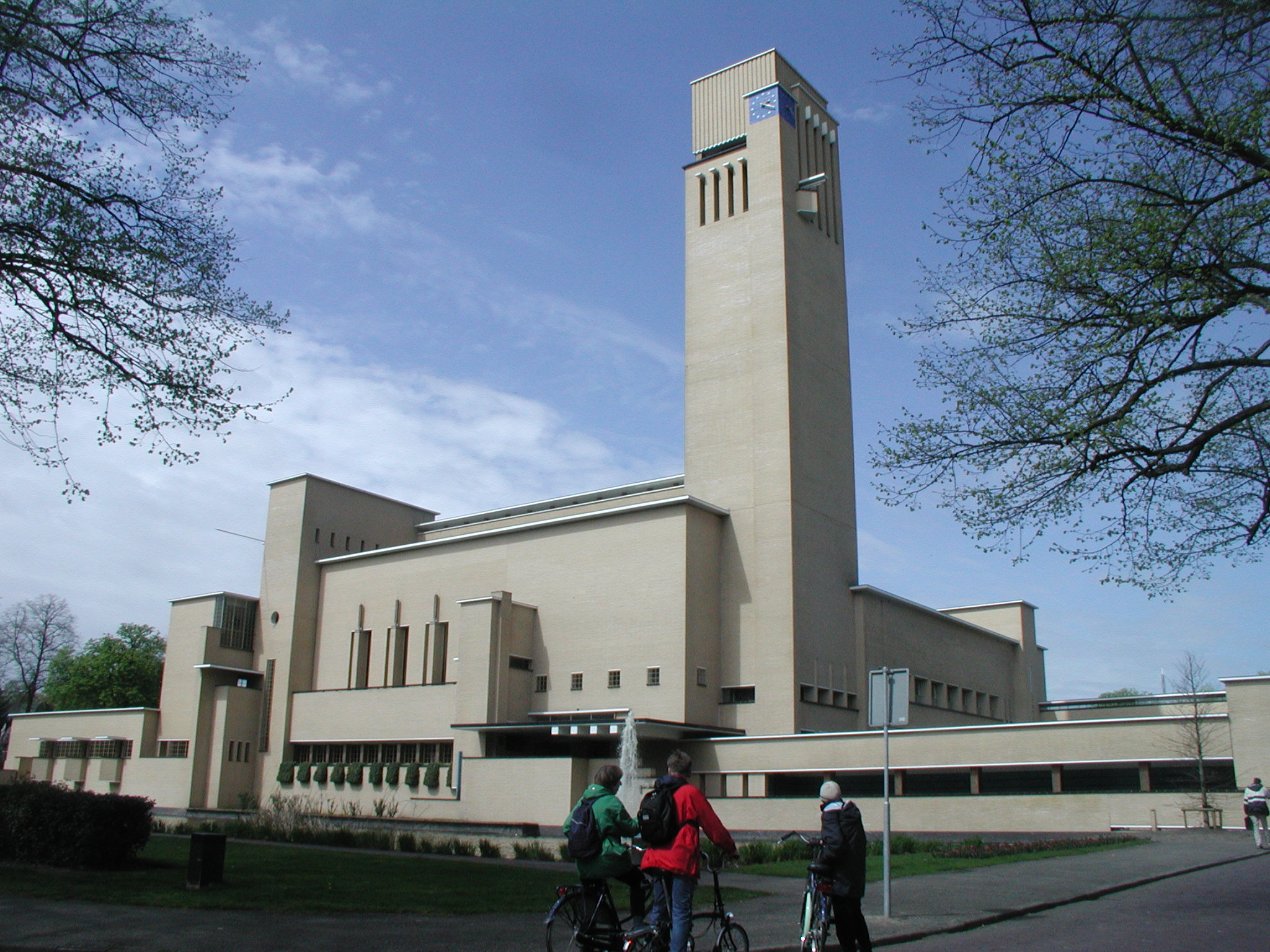
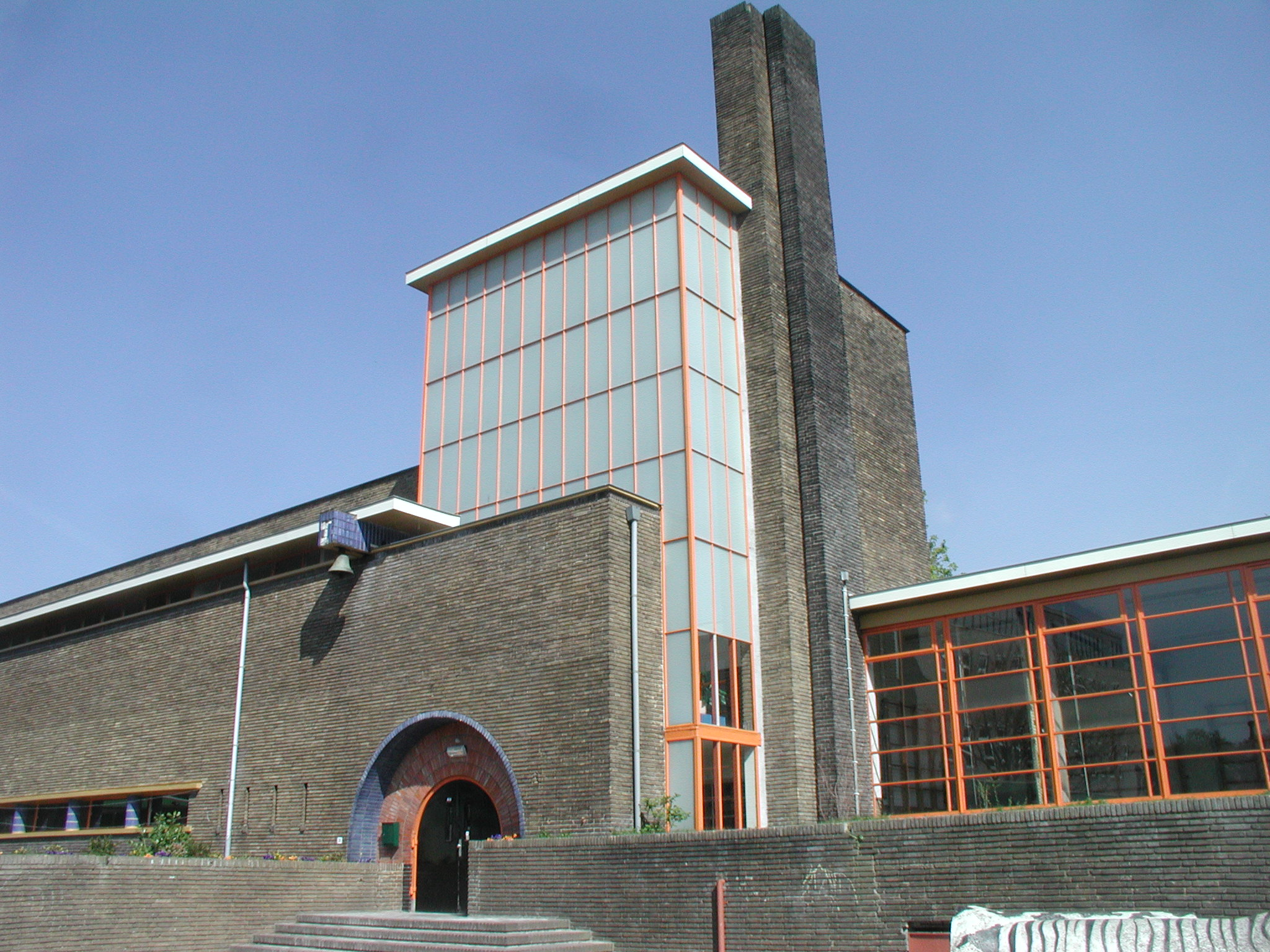
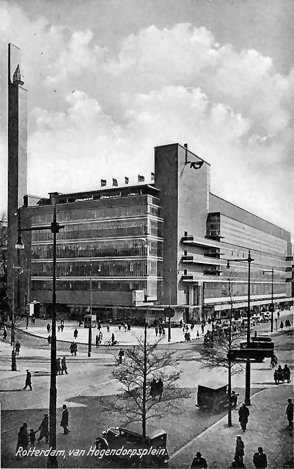
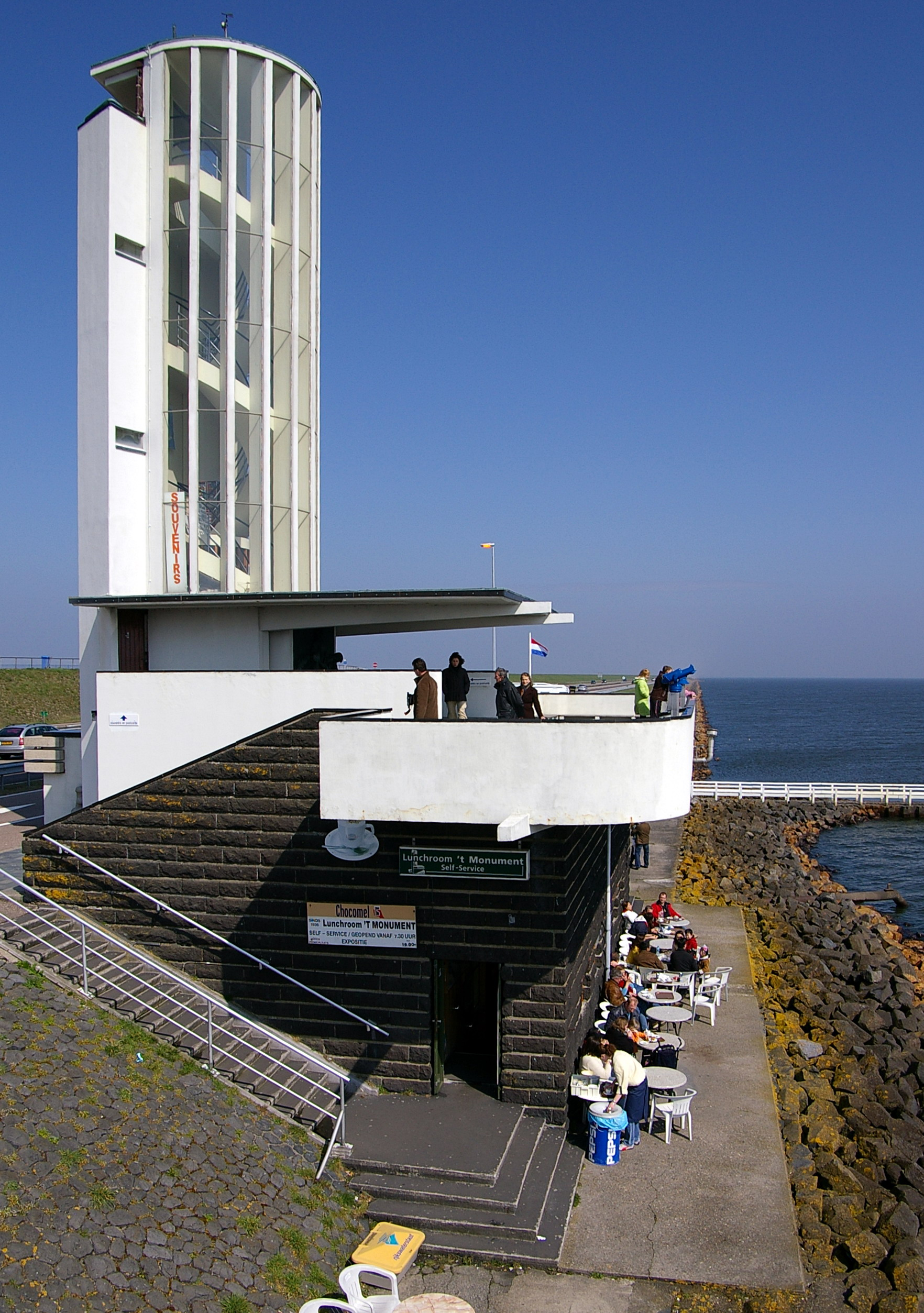

## روابط خارجية
- فيليم مارينوس دودوك على موقع الموسوعة البريطانية (الإنجليزية)